# You (Dembo)
Pour les articles homonymes, voir You.
You est un village du Cameroun situé dans le département de la Bénoué et la Région du Nord, à proximité de la frontière avec le Nigeria. Il fait partie du lamidat et de la commune de Dembo.

## Population
Lors du recensement de 2005, 359 habitants y ont été dénombrés.